# Івет Горанова
Івет Горанова (болг. Ивет Горанова; нар.. 6 березня 2000, Плевен, Болгарія) — болгарська каратистка, Олімпійська чемпіонка 2020 року в Токіо (Японія) у ваговій категорії до 55 кг. Вона виграла золоту медаль у змаганнях з куміте серед жінок до 55 кг на Європейських іграх-2019 у Мінську, Білорусь.

## Кар'єра
У 2018 році вона виграла бронзову медаль у жіночому куміте 55 кг на Чемпіонаті світу з карате 2018 року, що проходив у Мадриді, Іспанія. У 2019 році вона виграла одну з бронзових медалей у жіночому куміте 55 кг на Чемпіонаті Європи з карате 2019 року, що проходив у іспанській Гвадалахарі. Того ж року вона виграла золоту медаль у змаганнях з куміте серед жінок у ваговій категорії до 55 кг на Європейських іграх-2019 у Мінську, Білорусь. У фіналі вона перемогла Анжеліку Терлюгу з України.
Вона пройшла кваліфікацію на Всесвітньому олімпійському кваліфікаційному турнірі в Парижі, Франція, щоб представляти Болгарію на літніх Олімпійських іграх 2020 року в Токіо (Японія), на якій виграла золоту медаль.

## Досягнення
| Рік      | Конкуренція      | Місце проведення     | Ранг | Подія        |
| -------- | ---------------- | -------------------- | ---- | ------------ |
| 2018 рік | Чемпіонат світу  | Мадрид, Іспанія      | 3 -й | Куміте 55 кг |
| 2019 рік | Чемпіонат Європи | Гвадалахара, Іспанія | 3 -й | Куміте 55 кг |
| 2019 рік | Європейські ігри | Мінськ, Білорусь     | 1 -й | Куміте 55 кг |